# Teresa Atucha Urtizberea
Teresa Atucha Urtizberea (Irún, Guipúzcoa; 2 de febrero de 1913-2000), también conocida como Sor Amparo, fue una religiosa mercedaria de la Caridad, enfermera y compositora española.

## Biografía
Teresa Atucha nació en Irún en 1913. Inició sus estudios musicales, como sus seis hermanos, en el seno familiar. Estudió enfermería en San Carlos en Madrid en 1933. Opositó y obtuvo plaza de enfermera en el Psiquiátrico Provincial de Guipúzcoa. Lo dejó para ingresar de novicia con las Mercedarias de la Caridad de Zumárraga (Guipúzcoa), el 20 de septiembre de 1940, y adoptó el nombre de Sor Amparo. Trabajó entonces en diversas clínicas y sanatorios antituberculosos, residiendo durante veinticuatro años en el Hospital del Tórax en San Sebastián (Guipúzcoa).
La enraizada costumbre de cantar en la Congregación de las Hermanas Mercedarias le hizo conocer un amplio repertorio musical, sobre todo vocal. Las necesidades de las celebraciones litúrgicas de su comunidad la impulsaron a componer obras vocales, al tiempo que ejercía de maestra de postulantes en el periodo 1958-1963.

## Obra
Su obra se centra en cantos de oficio, armonizados algunos para voces blancas y para voz y piano otros. Se caracterizan en general por el respeto a la tonalidad, armonías suaves, a menudo mediante acordes sobre el sexto grado, y cierto gusto por los retardos en las cadencias. Sus obras se conservan en el Archivo Eresbil de Rentería, (Dossier A133/D-0541). Entre ellas cabe destacar:
- Gloria, para coro y órgano. 1960
- Redemptrix Captivorum, para coro. 1960
- Sanctus, para coro y órgano. 1960.